# 里弗代爾 (密歇根州)
里弗代爾（英語：Riverdale）是位於美國密歇根州格拉希厄特縣塞維爾鎮區的一個普查規定居民點。

## 人口
根據2020年美國人口普查的數據，里弗代爾的面積為1.81平方千米，當中陸地面積為1.79平方千米，而水域面積為0.02平方千米。當地共有人口281人，而人口密度為每平方千米155.25人。